# (38690) 2000 QS29
2000 QS29 (asteroide 38690) é um asteroide da cintura principal. Possui uma excentricidade de 0.17106580 e uma inclinação de 7.37177º.
Este asteroide foi descoberto no dia 24 de agosto de 2000 por LINEAR em Socorro.